# ブラック・ハンター/16歳少女戦慄の全裸死体
『ブラック・ハンター/16歳少女戦慄の全裸死体』（ブラックハンター/16さいしょうじょせんりつのぜんらしたい、The Black Panther）は、1977年に公開されたイギリスのクライム映画。別題は『ブラック・パンサー』。

## キャスト
| 役名           | 俳優                     | 日本語吹替                                                            |
| 役名           | 俳優                     | 東京12ch版                                                            |
| -------------- | ------------------------ | --------------------------------------------------------------------- |
| ニールソン     | ドナルド・サンプター     | 納谷悟朗                                                              |
| レスリー       | デビー・ファリントン     | 麻上洋子                                                              |
| レスリーの兄   | アンドリュー・バート     | 日高晤郎                                                              |
| 刑事           | デイヴィッド・スウィフト | 村松康雄                                                              |
| ニールソンの妻 | マージョリー・イエーツ   | 前田敏子                                                              |
| 不明 その他    |                          | 石井敏郎 三田ゆう子 加藤正之 巴菁子 浅井淑子 国坂伸 鈴木れい子 村山明 |
|                |                          |                                                                       |
| 演出           | 演出                     | 好川阿津志                                                            |
| 翻訳           | 翻訳                     | 高橋京子                                                              |
| 効果           | 効果                     | スリー・サウンド                                                      |
| 調整           |                          |                                                                       |
| 制作           | 制作                     | コスモプロモーション                                                  |
| 解説           | 解説                     | 深沢哲也                                                              |
| 初回放送       | 初回放送                 | 1979年11月15日 『木曜洋画劇場』                                       |